# Belle (Boutonne)
Die Belle ist ein Fluss in Frankreich, der im Département Deux-Sèvres in der Region Nouvelle-Aquitaine  verläuft. Sie entspringt an der Gemeindegrenze von Beaussais-Vitré und Celles-sur-Belle, entwässert generell in südwestlicher Richtung und mündet nach rund 25 Kilometern im Gemeindegebiet von Secondigné-sur-Belle als rechter Nebenfluss in die Boutonne.

## Orte am Fluss
(in Fließreihenfolge)
- Celles-sur-Belle
- Verrines sous Celles, Gemeinde Celles-sur-Belle
- Périgné
- Secondigné-sur-Belle